# Міжнародний літературний конкурс ім. В. Гроссмана «В городе Бердичеве»
Міжнародний літературний конкурс ім. В. Гроссмана «В городе Бердичеве» - міжнародний літературний конкурс ім. В. Гроссмана «В городе Бердичеве» — конкурс короткої прози, без вікових та професійних обмежень.  Засновник:  Балюк Ю.В., голова Бердичівської міськрайонної громадської організації "Добра справа".
Василь Семенович Гроссман — письменник, фронтовий кореспондент. Народився і деякий час жив у Бердичеві. В цьому місті його матір було страчено під час німецької окупації в 1941 році. Брав безпосередню участь у Сталінградській битві. Оповідання Василя Гроссмана «В городе Бердичеве» стало дебютною художньою публікацією, поява якої чітко визначила майбутнє уродженця Бердичева як письменника. Однойменний літературний конкурс має на меті надати можливість дебютувати сучасним авторам та прославити, увічнити в своїх творах Бердичів, як свого часу зробив це Василь Семенович Гроссман.

### 2013 рік
- I місце — Юрчик Олена «Стук», м. Бердичів;
- II місце — Ковальчук Костянтин «Ти пахнеш повітрям», м. Бердичів;
- III місце — Гуменюк Оксана «На зорях душі живуть», м. Бердичів;

### 2014 рік
- I місце — «Великий Гешефт», Шпортун Тетяна Олександрівна, м. Бердичів
- II місце — «Вольєр», Михайло Павлович Пасічник, селище Гришківці Бердичівського району.
- III місце — «Черешневе павутиння», Максимів Галина Миколаївна, м. Долина Івано-Франківської області

### 2015 рік
- I місце — Віталій Шевченко, "Дочка Палестини" (м. Запоріжжя),
- II місце — Ілона Панасюк, "Комета" (м. Бердичів),
- III місце — Ольга Гайова, "Бердичів у серці та пам’яті" (м. Чернігів).

### 2016 рік
- Лауреат - Галина Бєднєнко, "Лисичка и халочка или Сказка о жене бердичевского хасида" (м. Москва)
- Лауреат - Олег Стецюк, "Ніч тринадцятого місяця" (м. Дрогобич)
- Лауреат - Володимир Яцишин, "Праздник в замке" (м. Київ)

### 2017 рік
- I місце — Ольга Чабанова, "Пиріжок з горохом" (м. Гола Пристань, Херсонська обл.)
- II місце — Юрій Яструб, "Коли Бог полишає власну паству" (м. Олександрія, Кіровоградська обл.)
- III місце — Наташа Гук, "Дарунок для Міста... і для себе" (м. Бровари, Київська обл.)